# شوح نوميدي
الشوح النوميدي أو الشوح الجزائري هو نوع من شجرة الشوح، وجدت فقط في الجزائر، حيث أنه استوطنت جبل بابور ثاني أعلى جبل (2004 م) في الأطلس التلي.

## الوصف النباتي

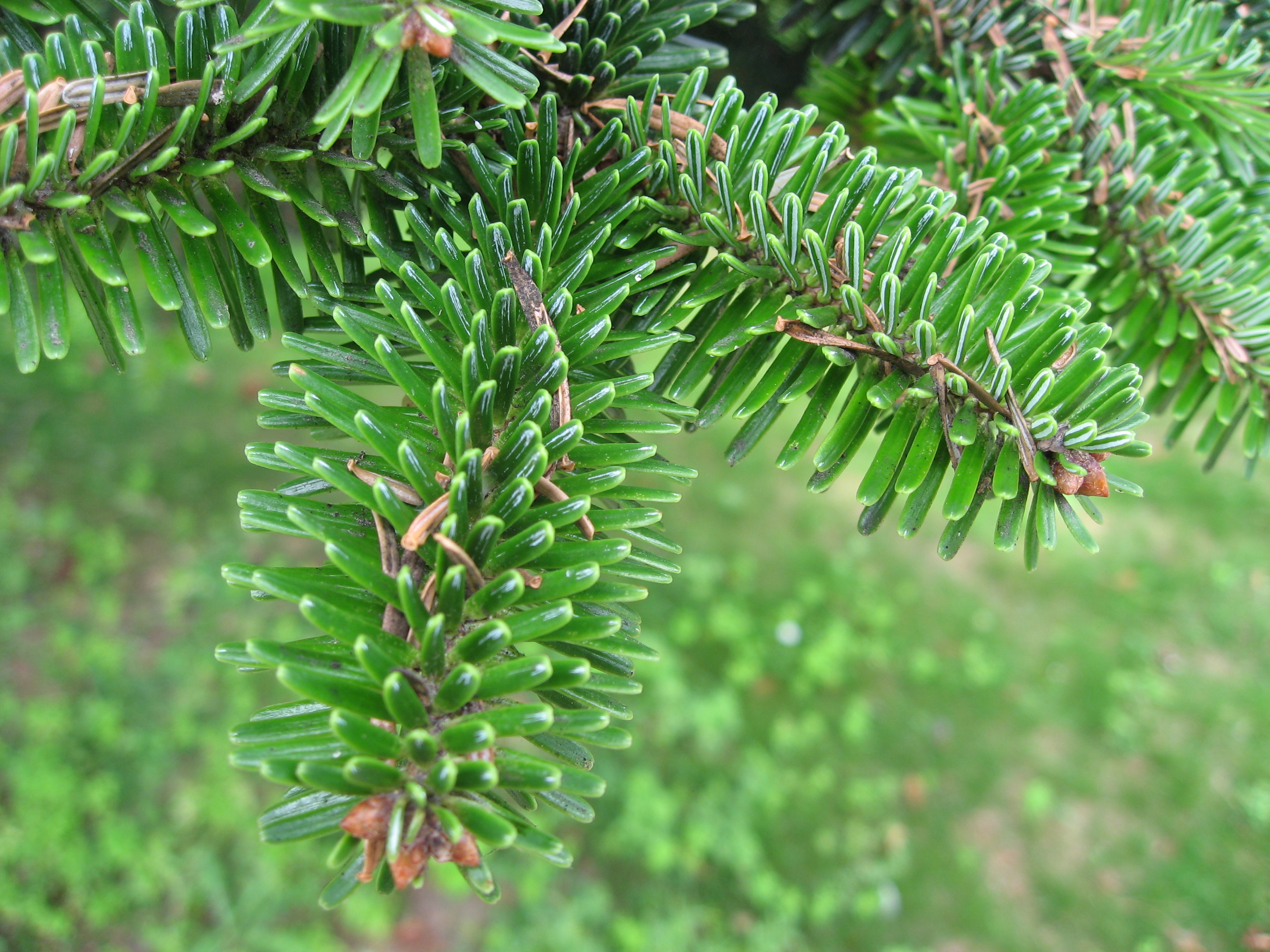
وريقات شجرة الشوح

هي شجرة متوسطة الحجم دائمة الخضرة كبيرة، يتزايد طولها حتى 20 - 35 م طولا، الجذع حتى قطرها يساوي متر ونصف.وريقاتها خضراء سميكة ولامعة طويلة وواسعة يصل طولها مابين 1.5 و2.5 سم وعرضها 2-3 ملم. وسط الوريقة به شريطين أبيض من الأسفل حتى أعلى الحافة.
وهي تنمو في مناخ البحر الأبيض المتوسط على ارتفاع عال في، 1800-2004 م (بانخفاض نادرا ل1220 م) مع هطول الأمطار السنوي 1500-2000 ملم، والغالبية العظمى في المناطق التي تتساقط الثلوج فيها في فصل الشتاء. ويرتبط ارتباطا وثيقا بشوح بينسابو (الشوح الإسباني)، والذي يتواجد في غرب جبال الريف في المغرب وجنوب إسبانيا.

## الإستعمالات
تزرع أشجار الشوح الجزائري أحيانا بوصفها شجرة الزينة في المتنزهات والحدائق الكبيرة. وتبلغ قيمتها أعلاها لأنها تتحمل الجفاف.